# José Carlos Castillo García-Tudela
José Carlos Castillo García-Tudela (Cartagena, Murcia, 3 de noviembre de 1908 - Bogotá, Colombia, mayo de 1981) fue un jugador de fútbol español que jugaba como  centrocampista.

## Trayectoria

El FC Barcelona, vencedor de la Copa del Rey 1928. De pie : Forns (entr.), Mas, Castillo, Llorens, Walter, Guzmán, Carulla y Platko. Agachados : Piera, Sastre, Samitier, Arocha y Sagi.

Aunque nació en Cartagena, marchó de niño con sus padres a Lérida, ciudad donde jugaría en equipos de base hasta fichar en 1926 por el Fútbol Club Barcelona. Militaría seis temporadas en dicho club, entre ellas las cuatro primeras del Campeonato Nacional de Liga, torneo en el que disputó un total de 51 partidos con el conjunto azulgrana, ganando con el Barcelona la primera edición de la Liga Española de Primera División.
Fue internacional con España en una ocasión, el 26 de abril de 1931, en el partido disputado en Barcelona ante la Selección de Irlanda y que finalizó con empate a uno.  
En 1932 fichó por el Atlético de Madrid, con el que jugó dos temporadas en Segunda División.
En 1934 consiguió el ascenso a Primera con el club madrileño, aunque Castillo continuaría jugando en Segunda dos temporadas más: en el Sabadell y el Girona, hasta que con el estallido de la guerra civil española se marchó a Francia, donde se retiró, en la temporada 1936/37 militando en el Red Star de la ciudad de Saint-Ouen.
Las dificultades que sufrió en España tras la guerra (entre ellas pasó seis meses en prisión) le hicieron emigrar a Colombia, país en el que siguió ligado al fútbol, aunque ya no como jugador, en equipos como el Independiente Santa Fe y el Universidad de Bogotá.

## Equipos
| Club                  | País    | Años      |
| --------------------- | ------- | --------- |
| Fútbol Club Barcelona | España  | 1926-1932 |
| Atlético de Madrid    | España  | 1932-1934 |
| Sabadell              | España  | 1934-1935 |
| Girona                | España  | 1935-1936 |
| Red Star              | Francia | 1936-1937 |

## Palmarés
| Título | Club                  | Año     |
| ------ | --------------------- | ------- |
| Liga   | Fútbol Club Barcelona | 1928/29 |